# Бела лађа (5. сезона)
Пета сезона телевизијске серије Бела лађа је премијерно емитована на Првом програму Радио телевизије Србије у периоду од 27. фебруара до 15. маја 2011. године.

## Продукција
Пету сезону су напустили Драган Јовановић и Дубравка Мијатовић. Док је Ева Рас добила отказ пре почетка снимања ове сезоне јер се компромитовала учешћем у ријалити-шоу Фарма.

## Радња
Сви, осим Шојића, беже са „места злочина“. Он најпре симулира своју смрт, а потом- по указаној помоћи- покушава да изигра истражног судију (Риса)- за кога се испоставља да се сећа одређених ранијих Шојићевих прекршаја. Шпиц са својим помоћницима краде џип из Шојићеве гараже, свега неколико минута пошто су Солдатовићеви људи подметнули бомбу у њега (како би га опоменули да врати дугове). Џип одлеће у ваздух на Шпицовој пумпи, не повредивши никога. Изненађење настаје када систематични судија Рис сазнаје да џип, који је Шпиц хтео да прода, није у његовом, већ у Шојићевом власништву.
Шојић за то време окупља своје локалне шефове странке- Јанаћија „Јанаћка“ Јањића, као најуспешнијег, и извесног Јефту Пикилића, као најнеуспешнијег- јер су људи у његовом региону слабо гласали за Шојићеву странку, због чињенице да је сам Шојић одатле, те да немају позитивно мишљење о њему. Шојић се одлучује за маркетиншки трик- измишља да на својој ливади у том крају одлучује да гради комбинат, у који инвестирају он лично, Швеђани и Турци. Док се шири прича о изградњи комбината, Пикилић најављује да ће лично узети за себе део новца (што препоручује и Јанаћку), али и председник општине најављује своје учешће, како би се медијски експонирао пре избора.
Истовремено, Мира Пантић, у сарадњи са секретарицом премијера Мајсторовића, Мелисом, успева да поткупи Хаџи-Здравковића, који се већ вратио у странку, али тек сада успева да избаци доктора Маричића из ње. Иза ње сада стаје Аламуња. 
Солдатовић сада подржава само Блашка Пантића и његову странку, а најављено избацивање целе породице из стана на Бановом Брду (због неотплаћеног кредита), он планира да искористи као медијску представу, јер је до избора остало свега неколико дана.

## Улоге
| Глумац              | Улога                    | Епизоде (у сезони)              |
| ------------------- | ------------------------ | ------------------------------- |
| Милан Гутовић       | Срећко Шојић             | 1-12                            |
| Предраг Смиљковић   | Тихомир Стојковић        | 1-12                            |
| Ненад Јездић        | Благоје "Блашко" Пантић  | 1, 2, 3, 4, 5, 6, 7, 8, 11, 12  |
| Александар Дунић    | Милорад Ћирковић "Ћирко" | 1, 2, 3, 4, 5, 7, 8, 10, 11, 12 |
| Милан Васић         | Јанаћко Јањић            | 2, 3, 4, 5, 6, 8, 9, 10, 11, 12 |
| Милица Милша        | Мелиза Рајковић          | 1, 2, 4, 5, 7, 8, 9, 10, 11, 12 |
| Мина Лазаревић      | Мирослава Пантић         | 2, 4, 5, 6, 7, 8, 9, 11, 12     |
| Мира Бањац          | Розалија Михајловић      | 1, 2, 3, 4, 5, 9, 10, 11, 12    |
| Миленко Павлов      | Пикилић                  | 3, 4, 5, 6, 8, 9, 10, 11, 12    |
| Небојша Илић        | Мирослав Станковић       | 3, 5, 6, 7, 8, 11, 12           |
| Предраг Ејдус       | Хаџиздравковић           | 6, 7, 8, 9, 10, 11, 12          |
| Драган Вујић        | Здравко Пањковић         | 1, 2, 3, 4, 5, 6, 7             |
| Душан Голумбовски   | Озрен Солдатовић         | 2, 5, 7, 8, 11, 12              |
| Љиљана Драгутиновић | Персида "Сида" Пантић    | 2, 3, 4, 5, 6, 8                |
| Петар Краљ          | Димитрије Пантић         | 3, 4, 5, 6, 8                   |
| Михаило Јанкетић    | Живојин Мајсторовић      | 1, 7, 9                         |
| Дејан Луткић        | Густав Стојановић        | 9, 10, 11                       |